# Roi Su de Chu
Le Roi Su de Chu (chinois : 楚肅王 ; pinyin : Chǔ Sù Wáng), (???-370 av. J.-C), est le dix-septième roi de l'état de Chu. Il règne de 380 à 370 av J.-C., durant la Période des Royaumes combattants de l'histoire de la Chine. Son nom de naissance est Xiong Zang (chinois traditionnel : 熊臧), "Roi Su" étant son nom posthume.
Le roi Su succède à son père, le roi Dao de Chu, qui meurt en 381 av J.-C. 
Lors de son accession au trône de Chu, son premier acte est de faire exécuter plus de soixante-dix familles dont les membres ont participé à divers degrés au meurtre de Wu Qi, le Lingyin (premier ministre), de feu son père et a la profanation du cadavre du Roi Dao. En effet, ayant profité des obsèques royales pour tuer Qi, les assassins ont également criblé le corps du défunt de flèche, leur cible se tenant à côté de ce dernier. Cependant, le roi Su procède également à l'abolition des reformes mises en place par Wu Qi, et qui avaient fait du Chu une puissance de premier plan, réalisant ainsi l'objectif final des conjurés.
Pendant son règne, le roi Su combat deux des trois trois état né de la partition de celui de Jin, à savoir ceux de Han et Wei. En 375 avant J.-C., le Han détruit l'État de Zheng, qui est un allié du Chu depuis des siècles.
Le roi Su meurt en 370 av. J.-C. après 11 ans de règne. Comme il n'a pas de fils, c'est son frère cadet, Xiong Liangfu, qui monte sur le trône sous le nom de roi Xuan de Chu.